# فيليكي كوروفينتسي (محافظة جيتومير)
فيليكي كوروفينتسي (Великі Коровинці) هي بلدة من النمط المدني في محافظة جيتومير في أوكرانيا.
يبلغ عدد سكانها حوالي 2794 نسمة.